# Горячая линия Вашингтон — Москва
«Горячая линия» Вашингтон — Москва — линия прямой связи между президентом США и руководством СССР. В настоящее время называется система прямой шифрованной связи, ранее: линия прямой связи, засекреченная телефонная связь.
Была создана в 1963 году после Карибского кризиса для экстренной связи между соперничавшими в ходе Холодной войны двумя потенциально опасными державами тех времён, СССР и США. Во время Карибского кризиса американцам понадобилось целых 12 часов на дешифровку послания Никиты Хрущёва Джону Кеннеди из 3000 слов. В связи с этим 20 июня 1963 года в Женеве был подписан меморандум о взаимопонимании, предусматривающий создание прямой линии связи между руководителями сверхдержав.

## Технология
Вопреки распространённому названию, «прямая телефонная» линия связи не является ни «прямой», так как проходила через третьи страны по маршруту Вашингтон-Лондон-Копенгаген-Стокгольм-Хельсинки-Москва (и только с 1978 года — через международные спутниковые системы), ни «телефонной» — обмен сообщениями происходит только в текстовом виде, а не посредством голоса (и сейчас современные лидеры стран разговаривают лишь при личных встречах, а горячей линией пользуются всё так же письменно. Из Москвы в Вашингтон тексты уходят на русском языке, из Вашингтона в Москву — на английском; перевод каждая сторона делает самостоятельно).
Первоначально сообщения передавались с помощью телетайпа. Впоследствии, в начале 1970-х годов, уже при Леониде Брежневе, телетайпные машинки были заменены на настоящий телефон. Но и тогда главы государств не могли говорить по телефону: с самого начала стороны договорились, что обмен по «горячей линии» будет только в письменной форме, что уменьшит риск неверного перевода и даст время для осмысления информации. С появлением спутников связи началась модернизация «горячей линии», и в 1978 году она стала каналом космической связи, получив название «Прямой линии связи» (Direct Communications Link или DCL).
За реализацию американской части комплекса спутниковой связи отвечало Управление связи Армии США на военной базе Форт-Уачука, Аризона. Использовавшаяся американской стороной коммерческая подсистема связи с одной стороны и советская подсистема с другой (INTELSAT и «Молния», соответственно) были сопряжены и в случае выхода из строя или неисправности одной из них вторая продолжала приём-передачу и обеспечивала бесперебойную связь. Американские сообщения передавались в СССР на английском языке с применением латиницы, обратно поступали сообщения на русском языке с применением кириллического алфавита в советском его варианте. С введением спутниковой линии связи кабельная не исчезла сразу же, две линии связи дополняли друг друга.
Нововведением 1986 года стало начало использования факсимильной связи. Этот вид связи является основным и сейчас: он позволяет руководителям обеих стран быстро обмениваться большим объёмом информации, в том числе и графической — в виде оперативных карт, диаграмм и таблиц.
Для контроля исправности этой линии по ней постоянно, круглые сутки, передаются произведения литературных классиков.

## Обслуживание
США
Американская часть программно-аппаратного комплекса средств кабельной линии связи обслуживалась по контракту компанией American Cable and Radio Corporation, заказчиком выступало Агентство военной связи, в ведении которого находились указанные средства. Круглосуточную дуплексную наземную линию телеграфной связи и кабельную сеть с засекречивающей аппаратурой обслуживал филиал International Telephone & Telegraph (ITT). Телеграфные сигналы печатались стандартным ленточным перфоратором и считывались с непрерывной перфоленты со скоростью распознавания 66 слов в минуту. С введением космической системы связи американскую её часть обслуживал один спутник коммерческой сети INTELSAT, выведенный на геостационарную орбиту на высоте 35 895 км (22 304 мили) над Атлантикой в районе экватора. Объекты наземной инфраструктуры связи INTELSAT располагались: 1) главная — во Львове (УССР) и 2) вспомогательная — в Москве (РСФСР). Объекты наземной инфраструктуры связи в континентальных штатах располагались в: 1) Форт-Детрике, Мэриленд (станции связи с 18-метровыми антеннами были построены корпорацией Harris по заказу Агентства спутниковой связи Армии США), обслуживался военными связистами; 2) Этаме, Западная Виргиния, обслуживался корпорацией COMSAT. За обеспечение контура прямой линии связи отвечала всё та же ITT World Communications, Inc., которая ко всему прочему спроектировала и изготовила оборудование терминала связи для Львовской станции наземной связи.
СССР/Россия
Советскую часть космической системы связи обслуживали спутники системы «Молния». В системе «Молния» в космическом пространстве работало четыре спутника, выведенных на высокую эллиптическую орбиту. Объекты наземной инфраструктуры связи в ведении советского правительства располагались в Подмосковье и обслуживались подчинёнными ему структурами.

## Известные случаи использования
Делопроизводство при обслуживании линии связи велось в секретном порядке в соответствии с требованиями нормативных актов о защите государственной тайны каждой стороны и не разглашалось, а о случаях использования линии по её прямому назначению становилось известно только, если те или иные лица, имевшие прямое или косвенное отношение к ведшимся переговорам и не связанные подписками о неразглашении секретной информации и другими формальными ограничениями, оглашали известные им факты переговоров. Ниже приводится ряд таких случаев, о которых стало известно прессе:
- 5 июня 1967 года — в течение первых суток арабо-израильской войны было передано около 20 сообщений.
- 1971 год — во время усиления трений между Индией и Пакистаном.
- 1979 год:
  - 25 августа — Леонид Брежнев высказал Джимми Картеру негодование по поводу задержания советского авиалайнера в Нью-Йорке[4].
  - Декабрь — протест против ввода советских войск в Афганистан.
- 1986 год — угроза Рональда Рейгана Советскому Союзу «серьёзными и далеко идущими последствиями» по поводу ареста и короткого заключения американского журналиста Николаса Данилоффа.
- 31 октября 2016 года — «звонок» со стороны США, сделанный Бараком Обамой, с требованием не вмешиваться в избирательный процесс. Связано это было с имевшими место незадолго до этого «хакерскими атаками» на США.